# Taejo de Goryeo
Taejo de Goryeo (Songak, 31 de janeiro de 877 — 4 de julho de 943) foi o fundador da Dinastia Goryeo, que governou a Coreia do século X ao século XIV.

## Biografia
Taejo Wang Geon (Wang Kon; hangul: 왕건) nasceu em 877 e era descendente de uma família de comerciantes em Songdo (atual Kaesong), que controlava o comércio no Rio Yeseong. Seu pai, Wang Ryung (왕륭, 王 隆), ganhou muita riqueza do comércio com a China. Os seus antepassados eram conhecidos por terem vivido dentro dos limites antigos Goguryeo, tornando Wang Geon um homem de Goguryeo por descendência.

### Ascensão ao poder
Taejo começou sua carreira nos turbulentos Três Reinos (後 三國 時代). Nos últimos anos de Silla, muitos líderes locais e bandidos se rebelaram contra o governo da Rainha Jinseong , que não tinha liderança ou políticas fortes o suficiente para melhorar a condição do povo. Entre esses rebeldes, Gung Ye (궁예; 弓 裔) e Gyeon Hwon (견훤; 甄 萱) ganharam mais poder. Eles derrotaram e absorveram muitos dos outros grupos rebeldes enquanto suas tropas marcharam contra oficiais locais de Silla e bandidos. Em 895, Gung Ye liderou suas forças para o extremo noroeste de Silla, onde Songdo estava localizado. O pai de Taejo, Wang Yung (mais tarde Sejo de Goryeo), junto de muitos clãs locais, rapidamente se rendeu a Gung Ye. Wang Geon seguiu seu pai no serviço sob Gung Ye, o futuro líder de Taebong.
As habilidades de Wang Geon como comandante militar foram logo reconhecidas por Gung Ye, que o promoveu a general e até o considerou seu irmão. Em 900, ele liderou uma campanha bem-sucedida contra os clãs locais e o exército de Baekje na área de Chungju, ganhando mais fama e reconhecimento do rei. Em 903, ele liderou uma famosa campanha naval contra a costa sudoeste de Hubaekje (Keumsung, mais tarde Naju), enquanto Gyeon Hwon estava em guerra contra Silla. Ele liderou várias outras campanhas militares e também conquistou, para seu exército, pessoas que viviam na pobreza sob o governo de Silla. O público o favoreceu devido à sua liderança e generosidade.
Em 913, foi nomeado primeiro-ministro do recém-renomeado Taebong. Seu rei, Gung Ye, cuja liderança ajudou a fundar o reino, mas que começou ao referir a si mesmo como o Buda, começou a perseguir pessoas que se opunham contra seus argumentos religiosos. Ele executou muitos monges, depois até sua própria esposa e dois filhos, e o público começou a se afastar dele. Seus rituais caros e seu governo severo causaram ainda mais oposição.

### Guerra dos Últimos Três Reinos
A tirania impopular e fanática de Gung Ye o levou à morte nas mãos de seu povo em 918. Ele foi sucedido por seu primeiro ministro, Wang Geon, que atacou Baekje, e depois Silla. Em 927, Gyeon Hwon liderou forças na capital de Silla, Gyeongju, capturando e executando seu rei, Gyeongae. Então foi estabelecido o Rei Gyeongsun como seu monarca fantoche antes de voltar seu exército para Goryeo. Ao saber da notícia, Taejo planejou um ataque com 5.000 cavaleiros para atacar as tropas de Gyeongae no caminho de volta para casa em Gongsan perto de Daegu. Ele encontrou as forças de Hubaekje e sofreu uma derrota desastrosa, perdendo a maior parte de seu exército, incluindo seus generais Kim Nak e Shin Sung-gyeom , o mesmo homem que coroou Wang como rei. No entanto, Goryeo se recuperou rapidamente da derrota e defendeu com sucesso o ataque de Hubaekje em sua frente. Gyeongsun, se rendeu em 935 e deixou Wang Geon para unificar o país mais uma vez.
O filho mais velho de Gyeon Hwon, Gyeon Singeom (甄 神劍), liderou um golpe com seus irmãos Yanggeom e Yonggeom, contra seu pai, que favoreceu seu meio-irmão, Geumgang, como seu sucessor ao trono. Gyeon Hwon foi enviado ao exílio e preso em Geumsansa, mas escapou para Goryeo e foi tratado como o pai de Taejo, que morreu pouco antes de sua rendição.

### Criação e unificação de Goryeo
Wang Geon estava ansioso para reacender as antigas glórias do estado de Goguryeo (Koguryo), que prosperou durante o período dos Três Reinos, e talvez por esse motivo escolheu a cidade de Songdo (atual Kaesong) como a nova capital. Wang Geon declarou-se rei por sua contribuição para a criação do novo estado, recebeu o título póstumo de Rei Taejo ou 'Grande Fundador'. No entanto, o reino de Taejo estava longe de ser seguro e as tribos Khitan (Qidan) no norte se mostraram teimosamente resistentes às políticas expansionistas de Goryeo do final do século X e início do século XI. Khitan contra-atacou duas vezes e obteve Songdo por um breve período.
Após a destruição de Balhae pelos Khitans em 926, o último príncipe herdeiro de Balhae e grande parte de sua classe dominante buscaram refúgio em Goryeo, onde foram calorosamente recebidos e incluídos na família governante por Wang Geon, unindo assim as duas nações sucessoras de Goguryeo. Taejo sentiu uma forte afinidade familiar com Balhae, chamando-o de "País Relativo" e "País Casado".
Taejo demonstrou forte hostilidade para com os Khitans que destruíram Balhae. A dinastia Liao enviou 30 enviados com 50 camelos como um presente em 942, mas Wang Geon exilou os enviados e matou os camelos sob uma ponte em retribuição por Balhae, apesar das grandes repercussões diplomáticas. Taejo propôs a Gaozu que atacassem os Khitans como vingança pela destruição de Balhae, de acordo com Zizhi Tongjian. Além disso, em seus Dez Mandatos para seus descendentes, ele afirmou que os Khitans não são diferentes dos animais e devem ser evitados.

### O governo de Taejo
Desde o início do reinado do Rei Taejo, a política interna mais importante era a política de segurança pública. Medidas foram tomadas para corrigir o sistema fundiário desordenado desde o final da Dinastia Silla e para aliviar a tributação severa desde Gungye.
Ao mesmo tempo, com respeito aos nobres que emergiam como novas forças políticas, eles se casaram com as filhas de nobres poderosos politicamente e seguiram uma política de dar preferência aos nobres locais e seus filhos.
Taejo tinha a capacidade política de responder às demandas da nova era, o que não era visto em Gungye ou Gyeon Hwon, e foi capaz de estabilizar a monarquia da nova dinastia até certo ponto em um curto período de tempo.
Imediatamente após a unificação, o rei Taejo escreveu um volume de Jeonggye e oito volumes de Gyebaekryo Seo (誡 百寮 書) e os disseminou para os países centrais e estrangeiros. Esses escritos são considerados o conteúdo de admoestar a vontade política da nova dinastia de unificação e os modos a serem observados pelos servos, mas eles não são entregues neste momento.
Pouco antes de sua morte, ele convidou Park Sul-hui (朴述熙), o Daegwang (大 匡), para a guerra civil e pediu-lhe que entregasse Hunyosipjo (訓 要 十條) aos seus sucessores como modelo. Hunyosipjo é um recurso valioso que permite vislumbrar a ideologia política de Taejo.

## Família
- Pai: Rei Sejo de Goryeo (? - maio 897) (고려 세조)
  - Avô: Rei Uijo de Goryeo (고려 의조)
    - Bisavô: ?
    - Bisavó: Rainha Jeonghwa (정화 왕후)

  - Avó: Rainha Wonchang (원창 왕후)
- Mãe: Rainha Wisuk do clã Han (위숙 왕후 한씨)
- Consortes e suas respectivas famílias:

1. Rainha Sinhye do clã Jeongju Ryu (신혜 왕후 류씨), filha de Ryu Cheon-gung (류 천궁)
2. Rainha Janghwa do clã Naju O (장화 왕후 오씨), filha de O Da-ryeon (오다 련)
  1. Wang Mu, Rei Hyejong de Goryeo (912 - 23 de outubro de 945) (왕무 고려 혜종)
3. Rainha Sinmyeongsunseong do clã Chungju Yu (900 - 951) (신명순 성 왕후 유씨), filha de Yu Geung-dal (유 긍달)
  1. Wang Tae (918-921) (왕태)
  2. Wang Yo, Rei Jeongjong de Goryeo (923 - 13 de abril de 949) (왕요 고려 정종)
  3. Wang So, Rei Gwangjong de Goryeo (925 - 4 de julho de 975) (왕소 고려 광종)
  4. Wang Jeong, Rei Munwon, o Grande (왕정 문원 대왕)
  5. Jeungtongguksa (증통 국사)
  6. Princesa Nakrang (낙랑 공주)
  7. Princesa Heungbang (흥방 궁주)
4. Rainha Sinjeong do clã Hwangju Hwangbo (900 - 19 de agosto de 983) (신정 왕후 황보 씨), filha de Hwangbo Je-gong (황보 제공)
  1. Wang Uk, Rei Daejong de Goryeo (? - novembro de 969) (왕욱 고려 대종)
  2. Rainha Daemok do clã Hwangju Hwangbo (대목 왕후 황보 씨)
5. Rainha Sinseong do clã Gyeongju Kim (신성 왕후 김씨), filha de Kim Eok-ryeom (김억렴)
  1. Wang Uk, Rei Anjong de Goryeo (? - 7 de julho de 996) (왕욱 고려 안종)
6. Rainha Jeongdeok do clã Jeongju Ryu (정덕 왕후 류씨), filha de Ryu Deok-yeong (류덕영)
  1. Príncipe Wangwi (왕위 군)
  2. Príncipe Inae (인애 군)
  3. Príncipe herdeiro Wonjang (원장 태자)
  4. Príncipe Joyi (조이 군)
  5. Rainha Munhye do clã Jeongju Ryu (문혜 왕후 류씨)
  6. Rainha Seonui do clã Jeongju Ryu (선의 왕후 류씨)
  7. Princesa Wang (공주 왕씨)
7. A Grande Dama Heonmok do clã Pyeong (헌목 대부인 평씨), filha de Pyeong Jun (평준)
  1. Príncipe herdeiro Sumyeong (수명 태자)
8. Lady Jeongmok do clã Wang (정목 부인 왕씨), filha de Wang Gyeong (왕경)
  1. Rainha viúva Sunan do clã Kaesong Wang (순안 왕대비 왕씨)
9. Lady Dongyangwon do clã Pyeongsan Yu (동양 원 부인 유씨), filha de Yu Geum-pil (유금필)
  1. Wang Ui, príncipe herdeiro Hyomok (왕 의 효목 태자)
  2. Wang Won, príncipe herdeiro Hyoeun (왕원 효은 태자)
10. Lady Sukmok do clã Myeong (숙목 부인 명씨), filha de Myeong Pil (명필)
  1. Príncipe herdeiro Wonnyeong (? - 976) (원녕 태자)
11. Lady Cheonanbuwon do clã Im (천안 부원 부인 임씨), filha de Im Eon (임언)
  1. Wang Im-ju, príncipe herdeiro Hyoseong (? - 976) (왕 임주 효성 태자)
  2. Príncipe herdeiro Hyoji (효지 태자)
12. Lady Heungbokwon do clã Hongju Hong (흥 복원 부인 홍씨), filha de Hong Gyu (홍규)
  1. Príncipe herdeiro Wang- jik (왕직 태자)
  2. Princesa Wang (공주 왕씨)
13. Lady Daeryangwon do clã Hapcheon Yi (대량 원 부인 이씨), filha de Yi Jeong-eon (이정언)
14. Lady Hudaeryangwon do clã Yi (후 대량 원 부인 이씨), filha de Yi Won (이원)
15. Lady Daemyeongjuwon do clã Wang (대명 주원 부인 왕씨), filha de Wang Ye (왕예)
16. Lady Sogwangjuwon do clã Yanggeun Ham (소 광주 원 부인 함씨), filha de Ham Gyu (함규)
  1. Príncipe Gwangjuwon (? - 945) (광주 원군)
17. Lady Dongsanwon do clã Suncheon Bak (동산 원 부인 박씨), filha de Bak Yeong-gyu (박영규)
18. Lady Yehwa do clã Haeju Wang (예화 부인 왕씨), filha de Wang Yu (왕유)
19. Lady Daeseowon do clã Dongju Kim (대서 원 부인 김씨), filha de Kim Haeng-pa (김행 파)
20. Lady Soseowon, do clã Dongju Kim (소서 원 부인 김씨), filha de Kim Haeng-pa (김행 파)
21. Lady Seojeonwon (서 전원부 인)
22. Lady Sinjuwon do clã Kang (신주 원 부인 강씨), filha de Kang Gi-ju (강기주)
23. Lady Wolhwawon (월 화원 부인), filha de Yang Yeong-jang (양 영장)
24. Lady Sohwangjuwon (소황 주원 부인)
25. Lady Seongmu do clã Pyeongsan Bak (성무 부인 박씨), filha de Bak Ji-yun (박지윤)
  1. Príncipe herdeiro Hyoje (효제 태자)
  2. Príncipe herdeiro Hyomyeong (효명 태자)
  3. Príncipe Beopdeung (법등 군)
  4. Príncipe Jari (자리 군)
  5. Princesa Wang (공주 왕씨)
26. Lady Uiseongbuwon do clã Uiseong Hong (의성 부원 부인 홍씨), filha de Hong Yu (홍유)
  1. Grande Príncipe Uiseongbuwon (의성 부원 대군)
27. Lady Wolgyeongwon do clã Pyeongsan Bak (월경 원 부인 박씨), filha de Park Su-mun (박수문)
28. Lady Mongryangwon do clã Pyeongsan Bak (몽 량원 부인 박씨), filha de Bak Su-gyeong (박수경)
29. Lady Haeryangwon do clã Seon (해량 원 부인 선씨), filha de Seon Pil (선필)

- Wang-geon, the Great (1970)
- Taejo Wang Geon (2000-2002, KBS1)
- Dawn of the Empire (2002-2003, KBS)
- Empress Cheonchu (2009, KBS)
- Shine or Go Crazy (2015, MBC)
- Moon Lovers: Scarlet Heart Ryeo (2016, SBS)
- Sid Meier's Civilization III e IV